# Нидердорф (Базель-Ланд)
Нидердорф (нем. Niederdorf BL) — коммуна в Швейцарии, в кантоне Базель-Ланд. 
Входит в состав округа Вальденбург. Население составляет 1798 человек (на 31 декабря 2007 года). Официальный код  —  2891.

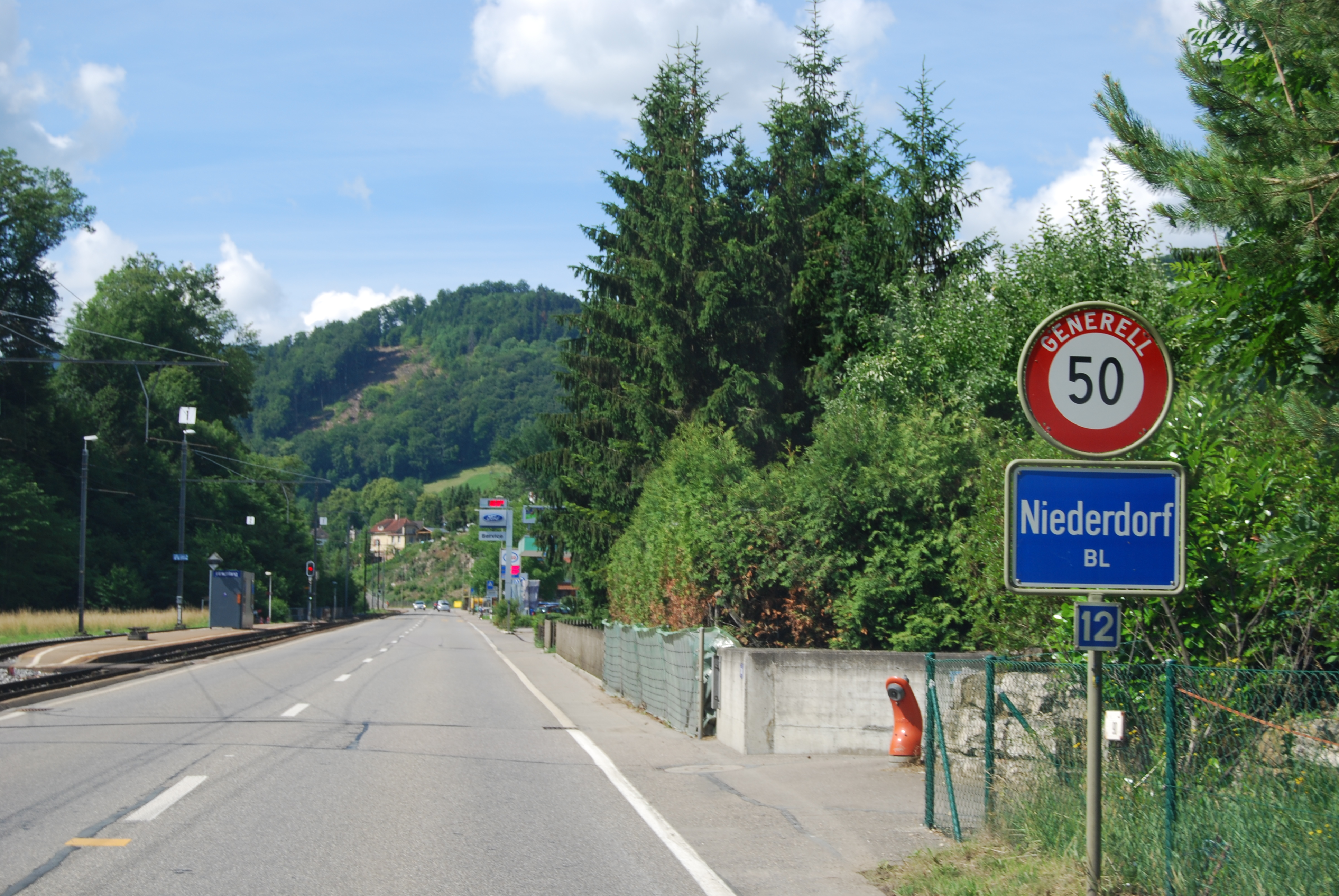
Нидердорф